# Wang Li-ťünův incident
Wang Li-ťünův incident byl politický skandál, který začal v únoru 2012 po odvolání Wang Li-ťüna (王立军; pinyin: Wang Lijun), bývalého místostarosty a policejního šéfa čínské metropole Čchung-čchingu (重庆市, pinyin: Chongqing) a někdejšího úzkého spolupracovníka Po Si-laje (薄熙来; pinyin: Bó Xīlái). Tento incident přispěl k politickému pádu Po Si-laje, tehdy jednoho z nejvlivnějších politiků Komunistické strany Číny.

## Průběh incidentu
Wang (* 1959) pochází z Vnitřního Mongolska a patří k etnické menšině Mongolů. Wang sloužil nejprve v Liao-ningu, kde si získal reputaci v boji proti organizovanému zločinu. Tam se stal také blízkým spolupracovníkem Po Si-laje, který působil jako tajemník strany této provincie na severovýchodě země. Poté, co se Po stal šéfem strany v Čchong-čchingu, odešel Wang do tohoto velkoměsta s ním a stal se tam policejním šéfem. Za rozsáhlý boj proti mafii a soudní procesy s místními gangy, které Po Si-laj a Wang Lijun ve městě odstartovali, si Po Si-laj vydobil významnou mediální pozornost a značnou popularitu.
V rámci boje proti zločinu zahájil Po Si-laj ve spolupráci s Wang Li-ťunem operaci rozsáhlého elektronického sledování a odposlouchávání. Ta se ve svém důsledku nezaměřila pouze na místní zločince, ale také na komunikaci nejvyšších čínských vůdců, a přispěla k rostoucí nedůvěře mezi Po Si-lajem a Wangem.
Wang byl nakonec odvolán ze své funkce dne 2. února 2012. O několik dní později odcestoval z Čchongčchingu do Čcheng-tu (成都市, pinyin: Chengdu), kde požádal o schůzku na americkém konzulátu. Tam místním diplomatům předal tajné informace, včetně důkazů k případu vraždy Neila Heywooda, britského obchodníka a důvěrníka rodiny Po Si-laje. Ta měla proběhnout na objednávku manželky Po Si-laje, Ku Kchaj-laj (谷开来, pinyin: Gu Kailai). Je možné, že předal i další informace, např. o údajném spiknutí Čou Jung-kchanga (周永康, pinyin: Zhou Yongkang) a Po Si-laje s účelem zabránění nástupu Si Ťin-pchinga (习近平, pinyin: Xi Jinping) do funkce Generálního tajemníka ústředního výboru KS Číny. Wang se také údajně pokusil Američany zažádat o azyl, z konzulátu však po více než 24 hodinách odešel.

## Politické dopady incidentu
Incident je spojen s tehdejší vnitropolitickou situaci uvnitř Číny. Před XVIII. sjezdem Komunistické strany Číny, který se konal v listopadu roku 2012, probíhaly politické boje o kontrolu nad budoucím vedením země. Zprávy světových médií naznačovaly, že se v boji utkávají dvě frakce Komunistické strany. První frakce byla údajně vedena prezidentem a tehdejším generálním tajemníkem Ústředního výboru Komunistické strany Číny Chu Ťin-tchaem (胡锦涛, pinyin: Hu Jintao) a premiérem Wen Ťia-paem (温家宝, pinyin: Wen Jiabao). Druhou řídil vlivný člen devítičlenného Stálého výboru politbyra Komunistické strany a šéf policie a bezpečnostních složek Čou Jung-kchang, spolu se stranickým tajemníkem komunistické strany v Čchung-čchingu Po Si-lajem. 
15. března 2012 státní tisková agentura Nová Čína (新华, pinyin: Xinhua) oznámila, že čínské vedení Po Si-laje odvolalo z funkce stranického tajemníka města Čchung-čching a všech souvisejících funkcí, což znamenalo tedy i jeho konec ve vysoké politice. O několik dní později světová média zprostředkovala zprávy některých internetových mikrobloggerů, kteří tvrdili, že v noci z 19. na 20. března došlo v Pekingu k pokusu o převrat (puč). V Pekingu se měla prý objevit armádní vozidla. Neoznačené armádní složky údajně zrána obsadily všechna důležitá místa vládního komplexu v Čung-nan-chaj i jinde v Pekingu. Některá média hovořila dokonce o střelbě v centru Pekingu, pohybech obrněných vozidel v metropoli i záhadné nehodě Ferrari, v němž měl zahynout syn člena vlády.
Další zpráva tvrdila, že Čou Jung-kchang se nejprve pokusil za pomoci policejních sil uvěznit prezidenta Chu Ťin-tchaa a premiéra Wen Ťia-paa. Jeho pokus byl údajně potlačen, díky tomu, že Chu a Wen byli na převrat připraveni, spekulovalo se i o možnosti, že USA předalo plány na převrat té frakci, kterou tehdy považovalo za prodemokratičtější. Obě frakce následně údajně mobilizovaly ozbrojené složky. Čou měl obsadit státní čínskou televizi CCTV a tiskovou agenturu Nová Čína, tu ale Chu Ťin-tchao vybojoval zpět. Všechny zprávy na internetových stránkách Nové Číny se od 23. hodiny 19. března do následujícího rána věnovaly pouze zahraničním zprávám. Neobjevila se ani jedna domácí aktualita, což bylo velmi neobvyklé.
Od 31. března 2012 čínské úřady diskusi o údajném puči cenzurovaly. Podle listu The Epoch Times čínská státní tisková agentura Nová Čína nejprve informovala, že bylo zatčeno 1065 lidí a vymazáno 208 000 „škodlivých“ zpráv v souvislostí s propagací nepodložených fám. Následně agentura informace vymazala a uvedla, že bylo zatčeno šest lidí a dočasně uzavřeno šestnáct webových portálů. Kvůli nevysvětlenému odvolání značně populárního vysokého straníka Po Si-laje totiž čínská společnost na internetu spekulovala, co za překvapivým krokem stálo. Dva hlavní čínské mikroblogové portály Sina Weibo a Tencent QQ, z nichž každý měl tou dobou asi 300 milionů uživatelů, znemožnily lidem psát do ranních hodin 3. dubna na internetu komentáře a další texty.
Cenzura tohoto tématu na čínském internetu přispěla k šíření výše uvedených podrobností o údajném převratu, tato fáma ale zůstává nepodložená. Čínská vláda nezveřejnila dostatek podrobností ani o incidentu Wang Liťunova útěku na konzulát, takže je obtížné ho komentovat. Přes řadu spekulací, které případ doprovázejí, se dá říct, že odvolání Po Si-laje (částečně odstartováno právě Wang Li-ťunem) způsobilo politické otřesy, nevídané od protestů na náměstí Nebeského klidu v roce 1989.
Na XVII. sjezdu v listopadu 2012 po Chu Ťin-tchaovi a Wen Ťia-paovi se stali se nejvyšší členové stálého výboru politbyra Komunistické strany Číny Si Ťin-pching a Li Kche-čchiang (李克强, pinyin: Li Keqiang) a převzali tak vedení Komunistické strany Číny, a tím pádem i země jako takové. 